# Queimada Nova
Queimada Nova es un municipio brasileño del estado del Piauí. Se localiza a una latitud 08º34'46" sur y a una longitud 41º25'10" oeste, estando a una altitud de 410 metros. Su población estimada en 2004 era de 8 774 habitantes.
Posee un área de 1438,4 km².